# روفيلس راي
روفيلس راي (بالإنجليزية: Ray Ruffels)‏ مواليد 23 مارس 1946 في سيدني، هو لاعب كرة مضرب أسترالي سابق بدأ مسيرته كمحترف سنة 1968 وكان يلعب باليد اليسرى، اعتزل اللعب في 1980. كما أنه أحد أبطال الجراند سلام. أعلى تصنيف له في الفردي كان المركز الـ 27 في سنة 1976.

## بطولات حققها
- بطولة أستراليا المفتوحة للتنس

## روابط خارجية
- روفيلس راي على موقع رابطة محترفي التنس (الإنجليزية)
- روفيلس راي على موقع الاتحاد الدولي لكرة المضرب (الإنجليزية)
- روفيلس راي على موقع كأس ديفيز (الإنجليزية)
- روفيلس راي على موقع اتحاد التنس الأسترالي (الإنجليزية)
- روفيلس راي على موقع خلاصة التنس.كوم (الإنجليزية)